# Walter Grabmann
Walter Grabmann (20 de setembro de 1905 - 20 de agosto de 1992) foi um piloto alemão da Luftwaffe durante a Guerra Civil Espanhola e na Segunda Guerra Mundial. Voou 250 missões de combate, nas quais abateu 13 aeronaves inimigas (7 durante a Guerra Civil Espanhola), o que fez dele um ás da aviação. Foi condecorado com a Cruz de Cavaleiro da Cruz de Ferro no dia 14 de Setembro de 1940 como Oberstleutnant e Geschwaderkommodore da Zerstörergeschwader 76